# Чеккини, Хосе
Хосе Антонио Эстрада Чеккини (исп. José Antonio Cecchini; род. 8 октября 1955, Овьедо) — испанский самбист и дзюдоист, призёр чемпионатов Европы по самбо, чемпион и призёр чемпионатов мира по самбо, победитель и призёр розыгрышей Кубка мира, участник соревнований по дзюдо летних Олимпийских игр 1980 года в Москве. По самбо выступал в первой средней (до 82 кг) и второй средней (до 90 кг) весовых категориях. Тренировался под руководством Хосеана Арруза. На Олимпиаде в Москве испанец победил француза Мишеля Санши, проиграл югославу Славко Обадову и остался за чертой призёров. Был проректором университета в Овьедо.